# US Open-mesterskabet i mixed double 2015
US Open-mesterskabet i mixed double 2015 var den 123. turnering om US Open-mesterskabet i damedouble. Turneringen var en del af US Open 2015 og blev spillet i USTA Billie Jean King National Tennis Center i Flushing, Queens, New York City, USA i perioden 2. - 13. september 2015.
Sania Mirza og Bruno Soares var forsvarende mestre og topseedet, men det indisk-brasilianske par blev allerede slået ud i første runde af Andrea Hlaváčková og Łukasz Kubot med 6-3, 6-3.
I stedet gik titlen til Martina Hingis og Leander Paes, som i finalen besejrede Bethanie Mattek-Sands og Sam Querrey med 6-4, 3-6, [10-7]. Hingis og Paes blev dermed det første mixed double-par i 45 år, der opnåede at vinde mindst tre grand slam-titler i løbet af et kalenderår, idet de tidligere i 2015 også havde vundet mixed double-titlerne i Australian Open og Wimbledon-mesterskaberne. Sejren var schweizerens 19. grand slam-titel i alt i karrieren, mens Paes i alt nåede op på 17 grand slam-titler i sin karriere, heraf 9 i mixed double, hvilket ingen anden mand tidligere har præsteret i den åbne æra.

## Pengepræmier
Den samlede præmiesum til spillerne i mixed double androg US$ 500.000 (ekskl. per diem), hvilket var det samme som de foregående to år.
| Resultat                   | Pengepræmier | Pengepræmier | Ændring ift. 2014 |
| Resultat                   | Pr. par      | Total        | Ændring ift. 2014 |
| -------------------------- | ------------ | ------------ | ----------------- |
| Vinder (1 par)             | $ 150.000    | $ 150.000    | 0 %               |
| Finalist (1 par)           | $ 70.000     | $ 70.000     | 0 %               |
| Semifinalister (2 par)     | $ 30.000     | $ 60.000     | 0 %               |
| Kvartfinalister (4 par)    | $ 15.000     | $ 60.000     | 0 %               |
| Tabere i 2. runde (8 par)  | $ 10.000     | $ 80.000     | 0 %               |
| Tabere i 1. runde (16 par) | $ 5.000      | $ 80.000     | 0 %               |
| Samlet præmiesum           | -            | $ 500.000    | 0 %               |

## Turnering

### Deltagere
Turneringen havde deltagelse af 32 par, der var fordelt på:
- 24 direkte kvalificerede par i form af deres ranglisteplacering.
- 8 par, der havde modtaget et wild card.

#### Seedede par
De 8 bedst placerede af deltagerne på verdensranglisterne i double blev seedet:
| Seedning | Spillere                                | Resultat     |
| -------- | --------------------------------------- | ------------ |
| 1        | Sania Mirza Bruno Soares                | Første runde |
| 2        | Chan Yung-Jan Rohan Bopanna             | Semifinale   |
| 3        | Lucie Hradecká Marcin Matkowski         | Første runde |
| 4        | Martina Hingis Leander Paes             | Vinder       |
| 5        | Michaëlla Krajicek Jean-Julien Rojer    | Meldte afbud |
| 6        | Jaroslava Sjvedova Juan Sebastián Cabal | Kvartfinale  |
| 7        | Raquel Kops-Jones Raven Klaasen         | Anden runde  |
| 8        | Julia Görges Nenad Zimonjić             | Anden runde  |

#### Wild cards
Otte par modtog et wild card til turneringen.
| Spiller                         | Resultat     |
| ------------------------------- | ------------ |
| Jennifer Brady Mitchell Krueger | Første runde |
| Taylor Townsend Donald Young    | Anden runde  |
| Victoria Duval Ryan Harrison    | Første runde |
| Claire Liu Taylor Harry Fritz   | Første runde |
| Sachia Vickery Frances Tiafoe   | Anden runde  |
| Lauren Davis Eric Butorac       | Første runde |
| Christina McHale Stefan Kozlov  | Første runde |
| Anda Perianu Andrei Dăescu      | Første runde |

### Resultater
| Sania Mirza  |
| Bruno Soares |

| Andrea Hlaváčková |
| Łukasz Kubot      |

| Andrea Hlaváčková |
| Łukasz Kubot      |

| Jennifer Brady   |
| Mitchell Krueger |

| Taylor Townsend |
| Donald Young    |

| Taylor Townsend |
| Donald Young    |

| Andrea Hlaváčková |
| Łukasz Kubot      |

| Anda Perianu  |
| Andrei Dăescu |

| Anastasia Rodionova |
| Maks Mirnyj         |

| Anastasia Rodionova |
| Maks Mirnyj         |

| Anastasia Rodionova |
| Maks Mirnyj         |

| Katarina Srebotnik |
| Dominic Inglot     |

| Raquel Kops-Jones |
| Raven Klaasen     |

| Raquel Kops-Jones |
| Raven Klaasen     |

| Andrea Hlaváčková |
| Łukasz Kubot      |

| Lucie Hradecká   |
| Marcin Matkowski |

| B. Mattek-Sands |
| Sam Querrey     |

| B. Mattek-Sands |
| Sam Querrey     |

| B. Mattek-Sands |
| Sam Querrey     |

| Daria Gavrilova |
| John Peers      |

| Daria Gavrilova |
| John Peers      |

| Alexandra Dulgheru |
| Florin Mergea      |

| B. Mattek-Sands |
| Sam Querrey     |

| Abigail Spears |
| Scott Lipsky   |

| Jaroslava Sjvedova |
| J.S. Cabal         |

| Lisa Raymond |
| Jamie Murray |

| Lisa Raymond |
| Jamie Murray |

| Andreja Klepač |
| Robert Farah   |

| Jaroslava Sjvedova |
| J.S. Cabal         |

| Jaroslava Sjvedova |
| J.S. Cabal         |

| B. Mattek-Sands |
| Sam Querrey     |

| Julia Görges   |
| Nenad Zimonjić |

| Martina Hingis |
| Leander Paes   |

| Victoria Duval |
| Ryan Harrison  |

| Julia Görges   |
| Nenad Zimonjić |

| Simona Halep |
| Horia Tecău  |

| Simona Halep |
| Horia Tecău  |

| A. Parra Santonja |
| David Marrero     |

| Simona Halep |
| Horia Tecău  |

| Eugenie Bouchard |
| Nick Kyrgios     |

| Martina Hingis |
| Leander Paes   |

| Elina Svitolina |
| Artem Sitak     |

| Eugenie Bouchard |
| Nick Kyrgios     |

| Claire Liu         |
| Taylor Harry Fritz |

| Martina Hingis |
| Leander Paes   |

| Martina Hingis |
| Leander Paes   |

| Martina Hingis |
| Leander Paes   |

| A. Medina Garrigues |
| Robert Lindstedt    |

| Chan Yung-Jan |
| Rohan Bopanna |

| Sachia Vickery |
| Frances Tiafoe |

| Sachia Vickery |
| Frances Tiafoe |

| Lauren Davis |
| Eric Butorac |

| Hsieh Su-Wei   |
| Henri Kontinen |

| Hsieh Su-Wei   |
| Henri Kontinen |

| Hsieh Su-Wei   |
| Henri Kontinen |

| Alla Kudrjavtseva |
| Alexander Peya    |

| Chan Yung-Jan |
| Rohan Bopanna |

| Christina McHale |
| Stefan Kozlov    |

| Alla Kudrjavtseva |
| Alexander Peya    |

| Belinda Bencic    |
| Fernando Verdasco |

| Chan Yung-Jan |
| Rohan Bopanna |

| Chan Yung-Jan |
| Rohan Bopanna |